# Tullio Covre
Tullio Covre (* 7. November 1917 in Villafranca Padovana; † 2. Juli 1961 in Messina) war ein italienisches Fliegerass im Zweiten Weltkrieg, sowie militärischer und ziviler Fluglehrer. Er kam bei einem Unfall mit seinem Privatflugzeug ums Leben, als er wegen eines überfüllten Strandes notwassern musste, um niemanden zu gefährden. Dafür wurde er posthum von mehreren Organisationen geehrt.

## Militärische Laufbahn
Von 1935 bis 1945 war er als Militärpilot in der italienischen Luftwaffe aktiv, wo er fünf feindliche Abschüsse verzeichnen konnte. Andere Quellen schreiben ihm 7 bzw. 8 feindliche Abschüsse zu. Nach dem Krieg bildete er in der Flugschule in Boscomantico bei Verona Sportpiloten aus.
Er meldete sich im Alter von 17 Jahren bei der Königlichen Italienischen Luftwaffe als Freiwilliger. Am 24. August 1935 bestand er die Pilotenprüfung (“pilota d’areoplano”) und wurde in die königliche italienische Luftwaffe aufgenommen (“Regia Aeronautica”). Nach seiner Spezialisierung als Fluglehrer für Jagdflieger bei der Jagdflugschule Aviano (Provinz Pordenone) am 16. Januar 1936, wurde Covre 1937 mit der 116. Geschwader (Angriffsstaffel) nach Addis Abeba, später Jimma und Gondar (Ostafrika) versetzt. Dort erkrankte er an Malaria und muss in die Heimat zurückkehren. 1938 meldete er sich in den aktiven Dienst zurück. 1939 war er in Puglia, später Ungarn stationiert, wo er insgesamt 60 Jagdflieger ausbildete. Er wurde mit dem renommierten Sankt Stephans-Adler (ungarisches Pilotenabzeichen) und dem Sankt-Stephans Kreuz ausgezeichnet.
Im Februar 1940 wurde er zum Oberfeldwebel (sergente maggiore) befördert. Gleichzeitig trat er dem 54. Jagdgeschwader („54° Stormo Caccia“) bei. Nach Kriegseintritt Italiens im Juni 1940 nahm Covre als Jagdflieger im 51. Geschwader, 20. Jagdgruppe, 353. Fliegerstaffel (51° Stormo, 20° Gruppo, 353ª Squadriglia), an der kurzen Mission des CAI in Belgien teil (Corpo Aereo Italiano). Das CAI sollte die deutsche Luftwaffe bei der „Luftschlacht um England“ in den letzten Monaten von 1940 unterstützen. Neben den Doppeldeckern Fiat CR.42 (18. Gruppe, 56. Geschwader), und leichten Bombern Fiat BR.20 (13. und 43. Geschwader), flog Covres 20. Jagdgruppe den Eindecker Fiat G.50, der aber den Spitfires und Hurricanes der RAF in Geschwindigkeit, Reichweite, Panzerung und Bewaffnung weit unterlegen waren. Covre musste während eines Luftkampfes nach einem Treffer im Benzintank in der Bretagne notlanden.
Das CAI wurde nicht zuletzt wegen dieser technischen Unterlegenheit bald aufgelöst (im April 1941 wurde Covres 353ª Squadriglia gemeinsam mit der 352ª Squadriglia als die letzten beiden Staffeln des CAI aus Belgien abgezogen).
Seine 20. Jagdgruppe wurde nach Libyen versetzt. Dort kämpft die italienische Luftwaffe gemeinsam mit deutschen Kräften im sog. Afrikafeldzug gegen die Alliierten. Covre flog dort insgesamt 110 Kampfeinsätze, darunter Patrouillenflüge, Bombereskorten, Abfangmissionen oder Angriffsflüge.
Gesichert gilt, dass Covre in einem Luftkampf am 3. September 1941 bei Sidi Barrani (Ägypten) auf eine Rotte von britischen Hurricanes traf, wo er in seiner FIAT G.50bis eine Hawker Hurricane der RAF abschießen kann. Der Autor Roberto Besutti schreibt Covre zusätzlich im Zeitraum vom 3. bis 7. Dezember 1941 im Zuge des britischen Gegenangriffs („Operation Crusader“) Abschüsse von insgesamt 3 Curtiss P-40 zu. Ein vierter Abschuss einer P-40 am 9. Dezember gilt dem Autor zufolge als „sehr wahrscheinlich“.
Die technische Unterlegenheit der italienischen Flugzeuge, aber insbesondere die ständigen körperlichen und seelischen Strapazen in dieser Zeit zwangen Covre aufgrund gesundheitlicher Probleme Anfang 1942 zur Genesung wieder in die Heimat. Aufgrund seiner fliegerischen Erfolge, aber auch seines mutigen Einsatzes während der Kämpfe 1941 in Nordafrika, wurden Covre 1942 das Tapferkeitskreuz („Croce di Guerra al Valor Militare“) und die silberne Tapferkeitsmedaille („Medaglia d’Argento al Valor Militare“) des italienischen Militärs verliehen.
Seine endgültige Genesung zog sich bis in den Sommer 1943 hin, um am 16. August 1943 seinen Dienst als Ausbilder in der Jagdfliegerschule („1° Nucleo Addestramento“) in Campoformido wieder anzutreten. Zu diesem Zeitpunkt ist sowohl die Organisation der italienischen Luftwaffe, die technische Ausrüstung, als auch die Moral der Piloten in einem desolaten Zustand. Bereits in den ersten Septembertagen desertierten ganze Staffeln in nahe gelegene Hügel. Covre empfand den Zustand und Resignation seiner Kameraden vor Ort als unwürdig und unhaltbar. Er beschloss, nach dem Waffenstillstandsabkommen zwischen dem italienischen Reich und den Alliierten (8. September 1943), der Nationalrepublikanischen Luftwaffe Italiens (ANR) auf Seiten der Achsenmächte beizutreten.
Dort flog er eine moderne Messerschmitt Bf 109 G bei den „Roten Teufeln“ („Diavoli Rossi“), der zweiten Staffel der Zweiten Jagdgruppe (2º Gruppo caccia „Gigi Tre Osei“) bei Mailand, wo er für über ein Jahr fast täglich Kampfeinsätze bestritt. Er hatte mehrere Feindberührungen und musste mehr als einmal notlanden. Am 31. Oktober 1944 vermeldete Covre einen bestätigten Abschuss einer P-47 Thunderbolt bei Lonato. Strittig ist, ob Covre am 26. Juli 1944 eine britische Supermarine Spitfire abschießen konnte, da an diesem Tag keinerlei Feindberührung seiner Einheit mit Spitfires bekannt ist. Stattdessen traf seine Einheit an diesem Tag auf P-47 der 86th Fighter Group, Covre war aber der Einzige, der einen Abschuss einer Spitfire vermeldete.
Covre wurden für seine Verdienste in der ANR vom „General der Flieger u. Kommandierenden General der Deutschen Luftwaffe in Italien“ Maximilian von Pohl zweimal das Eiserne Kreuz 2. Klasse verliehen (18. und 30. Oktober 1944).
Kurz vor Kriegsende, am 3. März 1945, traf er nach einem Alarmstart auf North American B-25 „Mitchell“ Bomberverbände der 310th Bomber Group. Er konnte einen der Bomber abschießen.
Im April bildete er auf einer zweisitzigen Me Bf 109 G-12 neue Piloten der „Diavoli Rossi“ aus.
Im südlichen Garda nahm Covre am 19. April 1945 am letzten italienischen Luftkampf des Zweiten Weltkrieges teil. Covres zweite Staffel der „Diavoli Rossi“ kam der ersten Staffel zu Hilfe, die zwei Bomber des Typs B-24 Liberator der amerikanischen Luftwaffe abfangen wollte. Während einer der Bomber abgeschossen werden konnte, wurden im anschließenden Luftkampf mit der P-51 Bombereskorte insgesamt 5 italienische Flugzeuge, darunter die Bf 109 von Covre, getroffen und stürzten ab. Covre und weitere 3 Piloten konnten sich retten, allerdings verlor Leutnant Renato Pattone sein Leben, der letzte Gefallene der ANR. Covres Maschine war von einer P-51 Mustang der 317th Squadron/ 325th Fighter Group getroffen worden. Es gab eine Explosion im Cockpit aufgrund eines lecken Glykoltanks. Als er aussteigen wollte, sah er, dass ein Angriff einer P-51 auf seinen Flügelmann Feldwebel Antonio Tampieri unmittelbar bevorstand. Covre kletterte zurück ins Cockpit, um Tampieri per Funk zu warnen. Als er danach aus dem Cockpit sprang, blieb er an der Flugzeugantenne hängen. Covre konnte sich erst im letzten Moment per Fallschirm retten. Tampieri entkam ebenfalls und landete sicher auf dem Flugfeld.

## Persönliches
Tullio Covre heiratete 1945 und hatte mit seiner Frau Rina sieben Kinder.

## Militärische Ehrungen
Noch zu Friedenszeiten verlieh ihm das Ungarische Militär den „Sankt-Stephans Adler“ (ungarische Pilotenlizenz), sowie das „Sankt-Stephans Kreuz“.
Covre wurden von der italienischen Luftwaffe zwei Tapferkeitsmedaillen in Silber verliehen („Medaglia d'argento al valor militare“)

Die Begründung lautete „Als ein Pilot von großem Mut und Enthusiasmus nahm er an der Schlacht von Sidi El Barrani mit der Zuversicht und Impetus der Italienischen Kämpfer teil. Er wirkte bei der Zerstörung von 12 Flugzeugen, 50 Fahrzeugen sowie Baracken mit, wodurch das feindliche Lager zerstört wurde. In der darauffolgenden Schlacht wirkte er bei der Zerstörung von 14 weiteren feindlichen Flugzeugen mit. Als ein Jagdflieger von großem Können und Mut widerstand er in der Schlacht von Marmarica heftigen Kämpfen überlegener feindlicher Verbände und wirkte beim Abschuss einer Anzahl von feindlichen Flugzeugen mit.“
Als Teil der ANR verlieh ihm das Deutsche Reich im Oktober 1944 zweimal das Eiserne Kreuz II. Klasse.

## Friedenszeiten
Nach dem Ende des Zweiten Weltkrieges wurde Tullio Covre Fluglehrer und widmete sich der Sportfliegerei. Er gründete die ersten drei Kunstflugstaffeln in Boscomantico bei Verona, genannt „Frecce Rosse“. 1961 erwarb er ein Kunstflugzeug des Typs Sequoia Falco. Dieses Modell hatte einen neuartigen Propeller mit variablem Anstellwinkel, der allerdings nach ersten Probeflügen wegen Fehlfunktion durch einen Propeller mit fixer Auslegung ersetzt wurde.

## Flugunfall und Tod
Nach Teilnahme an einem Flugwettbewerb im Juni 1961 rund um den Golf von Neapel ließ Covre wieder den neuartigen Propeller mit variablem Anstellwinkel installieren, den letzten auf Lager des Auslieferers.
Eine Woche später, am 1. Juli 1961, flog Covre die erste Etappe des angesehenen Flugwettbewerbs „Rund um Sizilien“ (Palermo nach Catania). Während der zweiten Etappe des Wettbewerbs (Catania-Palermo) am 2. Juli verlor der neue Propeller von Covres „Falco“ in der Nähe von Mare Grosso bei Messina ein Rotorblatt.
Eine Notlandung auf dem während der Sommermonate gut gefüllten Strand kam für Covre nicht in Frage und entschied sich für eine Notwasserung. Beim Aufsetzen auf die Meeresoberfläche schlug Covre aber unglücklich mit dem Kopf auf das Funkgerät, was ihn bewusstlos werden ließ. Das Flugzeug sank und Covre ertrank. Aufgrund von starken Strömungen konnte sein Flugzeug erst drei Tage später geborgen werden.

## Gedenken

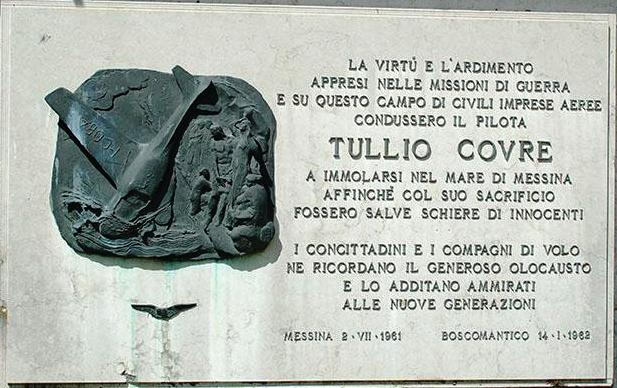
Gedenkstein an Tullio Covres Flugunfall am Flughafen Verona Boscomantico

Covre wurde im Jahr 1963 posthum von der Carnegie Foundation mit der Silbermedaille für Zivilen Mut geehrt („medaglia d'argento al valor civile“), als „ein leuchtendes Beispiel des edelsten Altruismus“.
Auf dem Flugplatz Verona-Boscomantico, wo er als Fluglehrer wirkte, befindet sich seit 1962 ein Gedenkstein an Tullio Covre. Seine Heimatstadt Verona hat eine Straße nach ihm benannt.
Am 5. September 2019 fand eine Gedenkveranstaltung am Strand „Bastione Don Blasco“ bei Messina/ Sizilien statt, dem Ort, an dem Covre ums Leben kam. Anwesend waren Vertreter der Behörden der Stadt Messina und Augenzeugen des Unfalls sowie fünf seiner Kinder und zwei Enkel.